# Little Ferry
Little Ferry est un borough situé dans le comté de Bergen dans l'État du New Jersey. En 2010, sa population est de 10 626 habitants.

## Histoire
Little Ferry a été créé par une loi de l'Assemblée législative du New Jersey du 18 septembre 1894, à partir de portions des cantons de Lodi et de New Barbadoes, suite aux résultats d'un référendum organisé deux jours plus tôt,. Le borough a été créé lors du phénomène de « Boroughitis (en) » qui sévissait alors dans le comté de Bergen, où 26 boroughs ont été créés rien qu'en 1894.
À l'époque coloniale, le borough était le site d'une importante traversée en ferry entre les villes de Bergen (en) et de Hackensack. Ce service, assuré par une corde sur le site à partir de 1659, a perduré jusqu'en 1826, date à laquelle il a été remplacé par un pont sur la Bergen Turnpike,,.
Le cimetière de Gethsémani, un lieu de sépulture africain, a été inauguré en 1860 et a servi aux inhumations jusqu'en 1924. Le site a été inscrit au Registre national des lieux historiques en 1994.
Au début du XXe siècle, Fort Lee, situé non loin de là, sur les Hudson Palisades, abritait de nombreux studios de cinéma de la première industrie cinématographique américaine,,. Le 9 juillet 1937, un incendie majeur s'est déclaré dans un entrepôt de films de la 20th Century-Fox à Little Ferry. Des pellicules nitrate inflammables avaient déjà contribué à plusieurs incendies dans des laboratoires, des studios et des caveaux de l'industrie cinématographique, bien que les causes précises soient souvent inconnues ; dans l'incendie de Little Ferry, des températures de 38 °C et une ventilation insuffisante en étaient les causes immédiates.
Le Rosie's Diner (anciennement le Farmland Diner) a été utilisé dans les années 1970 pour le tournage de publicités pour les serviettes en papier Bounty, mettant en scène Nancy Walker dans le rôle de Rosie la serveuse.
Le magazine New Jersey Monthly a classé Little Ferry 35e dans son classement 2008 des « Meilleurs endroits où vivre » dans le New Jersey.

## Source de la traduction
- (en) Cet article est partiellement ou en totalité issu de l’article de Wikipédia en anglais intitulé « Little Ferry, New Jersey » (voir la liste des auteurs).